# Tingiheuvels
De Tingiheuvels is een gebergte in Sierra Leone. Het gebergte ligt in het grensgebied van de provincies Eastern en Northern en maakt deel uit van het 118.85 vierkante kilometer grote Tingi Hills Forest Reserve. De twee dominante toppen bereiken een hoogte van 1800 meter en 1853 meter. De tweede, de Tingi-heuvel of Sankan Biriwa, is de op een na hoogste piek van het land. In dit gebergte vinden zijrivieren die uitstromen in twee grote rivieren, de Sewa en de Mano, hun oorsprong.